# 錫奇納河
锡奇纳河（烏克蘭語：Січна），是烏克蘭的河流，位於該國西部利沃夫州，流經亞沃里夫區，屬於維什尼亞河的左支流，發源自別爾希夫齊東北面，河道全長25公里，流域面積247平方公里。